# Hartl
Hartl osztrák község Stájerország Hartberg-fürstenfeldi járásában. 2017 januárjában 2135 lakosa volt.

## Elhelyezkedése

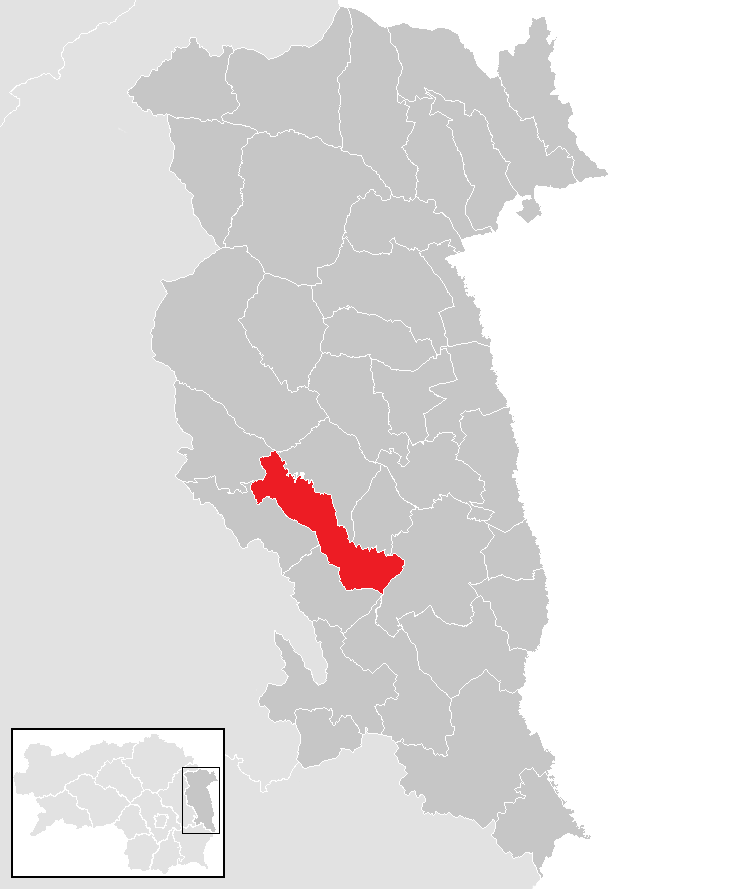
Hartl a Hartberg-fürstenfeldi járásban

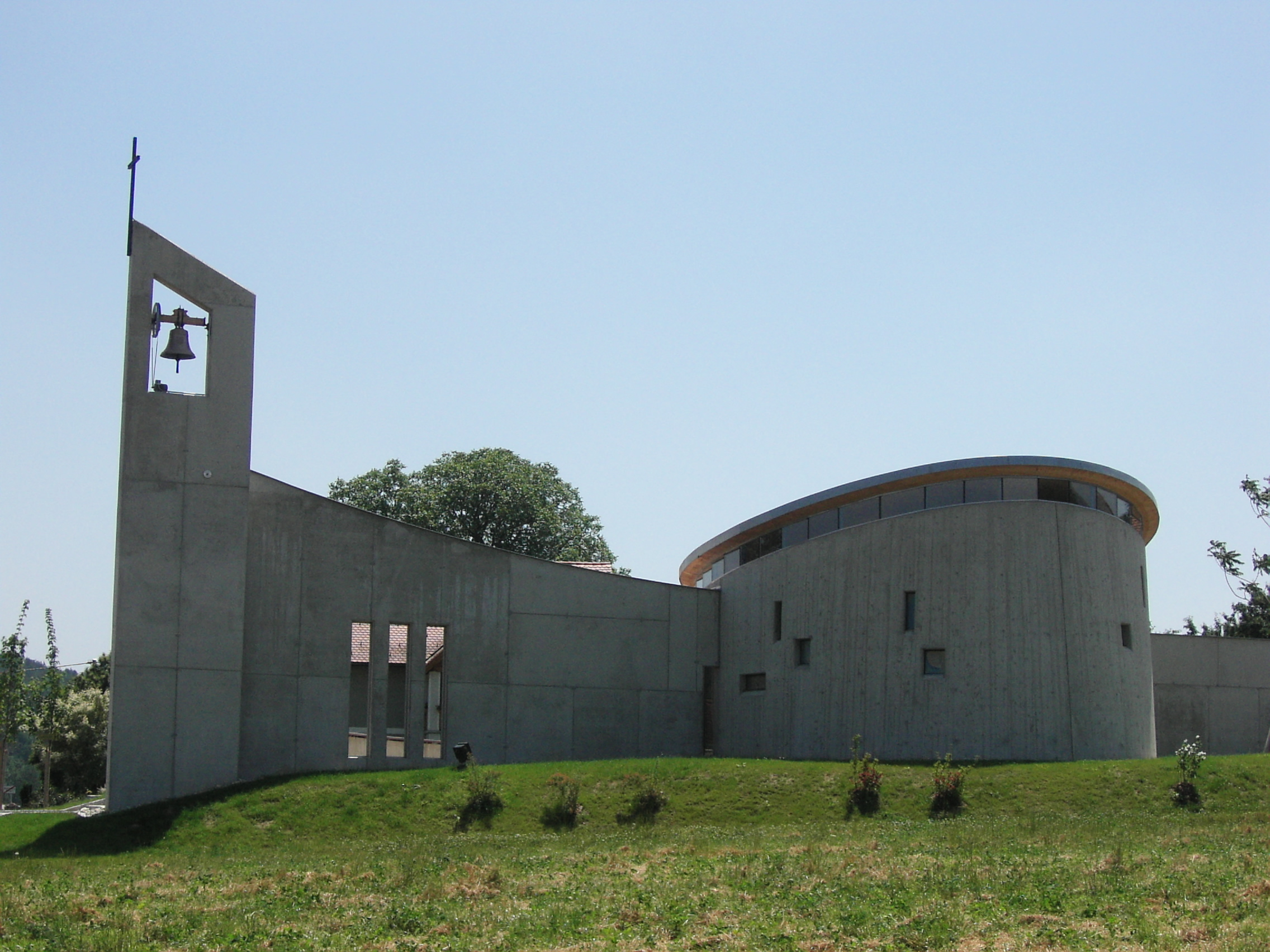
A hartli Angyalkápolna

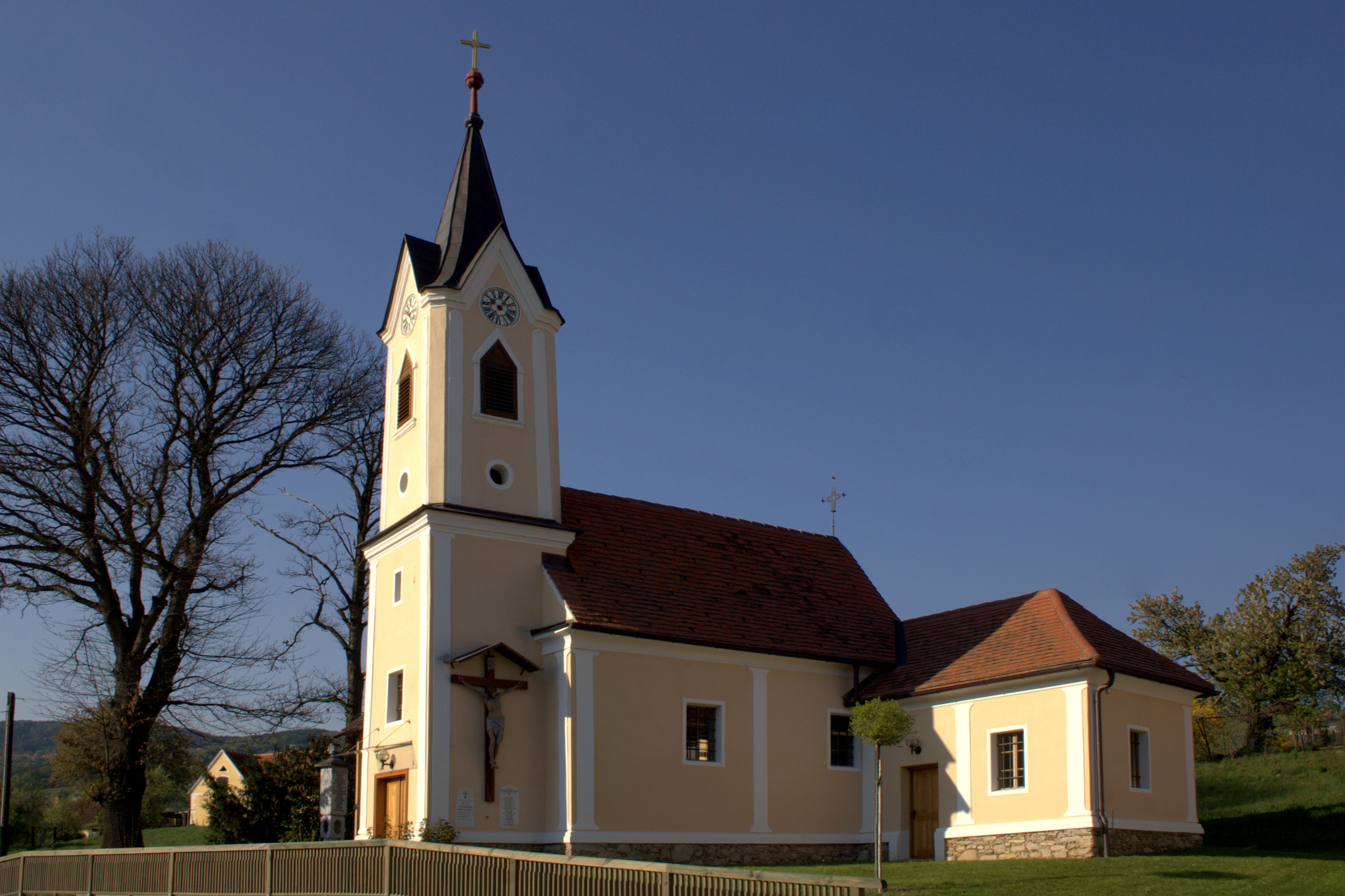
Obertiefenbach kápolnája

Hartl a Kelet-stájerországi dombságon fekszik, a Feistritz és a Pöllauer Safen folyók völgye között, kb. 12 km-re délre a járási központ Hartbergtől és 35 km-re keletre Graztól. Legfontosabb folyóvize a Nörningbach. Legnagyobb állóvize a 13 hektáros Harter Teich. Az önkormányzat 5 települést egyesít: Großhart (501 lakos), Hartl (790), Neusiedl (126),
Obertiefenbach (455), Untertiefenbach (234).  
A környező önkormányzatok: északra Pöllau, északkeletre Kaindorf, keletre Ebersdorf, délkeletre Bad Waltersdorf, délnyugatra Großsteinbach, nyugatra Feistritztal, északnyugatra Stubenberg.

## Története
Az erdővel benőtt dombságon a mai falvak közül Hart jött létre elsőként, először 1160-ban említik Ottokár stájer őrgróf cerwalti ispotályt alapító oklevelében. Hartl, a mai névadó csak 1331-ben jelenik meg a forrásokban.  
Teufenbach (ma Tiefenbach) várát a 13. század közepén építette a Stadeck nemzetség és egyik lovagjuknak, Hermann von Teufenbachnak adományozták. Az ő leszármazottja, Hartmann von Teuffenbach 1377-ben megvásárolta Obermayerhofen várát, hogy ezáltal függetlenedni tudjon a Stadeckekre vonatkozó hűbéri köteléktől. A vár feltehetően az 1418-as magyar betörés során semmisült meg.    
1355-ben Hart és Neusiedl birtokcserével a voraui apátsághoz került, de 1420-ban már az obermayerhofeni vár urai, a Teuffenbach-nemzetség tulajdonai voltak. 1552 után Hans von Teuffenbach megépítette Auffen várát és a két falu átkerült az auffeni uradalomhoz, amelyet 1656-ban az akkori stájer kormányzó, I. Johann Maximilian von Herberstein gróf vásárolt meg. A két falu 1850-ben megalakította Großhart községet. 
A 2015-ös stájerországi közigazgatási reform során Großhart és Tiefenbach bei Kaindorf községeket egyesítették Hartllal.

## Lakosság
A hartli önkormányzat területén 2017 januárjában 2135 fő élt. A lakosságszám 1869 óta 1800-2100 között ingadozik. 2015-ben a helybeliek 99,3%-a volt osztrák állampolgár; a külföldiek közül 0,2% a régi (2004 előtti), 0,4% az új EU-tagállamokból érkezett. 2001-ben Hartlban a lakosok 97,8%-a római katolikusnak, 0,6% evangélikusnak, 1,3% pedig felekezet nélkülinek vallotta magát. 

## Látnivalók
- Hartl 2005-ben Le Corbusier stílusában épített Angyalkápolnája
- Neusidl Mária-temploma
- Obertiefenbach kápolnája
- a 33 m magas Kneipp-Bewegungsturm kilátó

## Fordítás
- Ez a szócikk részben vagy egészben  a   Hartl (Steiermark) című német Wikipédia-szócikk ezen változatának fordításán alapul.  Az eredeti cikk szerkesztőit annak laptörténete sorolja fel. Ez a jelzés csupán a megfogalmazás eredetét és a szerzői jogokat jelzi, nem szolgál a cikkben szereplő információk forrásmegjelöléseként.